# Peritonite batterica spontanea
La peritonite batterica spontanea (PBS) è un'infezione batterica dell'ascite in assenza di cause intra-addominali primitive o di altre infezioni principali (es. endocardite, broncopolmonite). La causa è dovuta a una traslocazione batterica favorita dall'ipertensione portale. Rappresenta una complicanza frequente (1/3 dei pazienti cirrotici ascitici); oltre che un evento pericoloso con una mortalità fino al 20% dei casi.

## Sintomi
I sintomi includono febbre, brividi, nausea, vomito, dolore addominale e generale malessere. I pazienti possono lamentare dolori addominali e peggioramento dell'ascite. Il 13% dei pazienti non presenta segni o sintomi. In alcuni casi l'encefalopatia epatica può essere l'unica manifestazione di PBS.

## Diagnosi
La peritonite batterica spontanea classica:
- Polimorfonucleati neutrofili ≥250/mm³
- l'esame colturale risulta positivo per un unico e ben definito ceppo batterico.

Varianti della condizione classica sono:
- la batteriascite (BA) in cui l'esame colturale è positivo nonostante una leucometria <250/mm³;
- la neutrascite (NA) in cui la leucometria è >250/mm³ nonostante l'esame colturale sia negativo.

La PBS e la neutrascite richiedono una terapia antibiotica immediata, mentre la batteriascite va ricontrollata con una seconda paracentesi a 48 ore. Se un prelievo di liquido ascitico effettuato dopo le prime 48 ore di terapia non mostra un calo significativo del numero di leucociti neutrofili, è da sospettare una peritonite secondaria o la presenza di un agente batterico resistente.
Da distinguere dalla peritonite secondaria, mortalità raggiunge l'80%. Quest'ultima, infatti, presenta una flora di tipo polimicrobico, proteine totali >10 g/L, concentrazioni di LDH nel liquido ascitico maggiori che nel siero, glucosio <50 mg/dL.

## Trattamento
Cefotaxime per almeno 5 giorni e verifica guarigione con seconda analisi del liquido ascitico, effettuabile entro 48-72 ore dal primo controllo. La dose consigliata, con funzione renale normale, è di 2 g ogni 8-12 ore. Sono controindicati gli aminoglicosidi, perché responsabili di nefrotossicità in un elevato numero di casi.
Bisogna, inoltre, prevenire sia la recidiva mediante profilassi antibiotica a lungo termine (norfloxacina) sia la comparsa di insufficienza renale mediante somministrazione di albumina.